# Ан-Наба
Ан-Наба́ (араб. النبأ — Весть) — семьдесят восьмая сура Корана. Сура мединская.  Состоит из 40 аятов.

## Содержание
В суре утверждается истинность воскрешения, содержится угроза тому, кто сомневается в нём, и приводятся свидетельства могущества Аллаха. Затем в суре приведены некоторые признаки воскресения и говорится о наказании, уготованном для неверных, и воздаянии для богобоязненных. Сура завершается устрашением и предостережением от этого страшного Дня.

 О чём они расспрашивают друг друга? ۝ О великой вести, ۝ относительно которой они расходятся во мнениях. ۝ Но нет, они узнают! ۝ Ещё раз нет, они узнают! ۝ Разве Мы не сделали землю ложем, ۝ а горы - колышками? ۝ Мы сотворили вас парами, ۝ и сделали ваш сон отдыхом, ۝ и сделали ночь покрывалом,  ۝ и сделали день жалованием, ۝ и воздвигли над вами семь твердынь, ۝ и установили пылающий светильник, ۝ и низвели из облаков обильно льющуюся воду, ۝ чтобы взрастить ею зерна и растения ۝ и густые сады. 
—  78:1—16 (Кулиев)